# Söderby, Gnosjö kommun
Söderby är en by strax söder om Gnosjö i Gnosjö kommun. Från 2015 till 2020 avgränsade SCB här en småort.